# Hrušeň obecná na Vítězném náměstí
Hrušeň obecná na Vítězném náměstí je významný strom, který roste v Praze 6 – Dejvicích v Evropské ulici za autobusovou zastávkou MHD Dejvická.

## Popis
Hrušeň roste na kraji parku při parkové cestě. Obvod jejího kmene je 237 cm (2015), výška není uvedena; stáří se odhaduje na 180 let (r. 2016). Od okolí ji chrání vyvýšený ochranný kruh. Do databáze významných stromů Prahy byla zařazena roku 2013.

## Historie
Hrušeň byla vysazena kolem roku 1835. Je posledním dochovaným stromem z ovocné aleje, která směřovala od Růžku (Vítězné náměstí) ke kostelu svatého Matěje. Touto alejí vedla ke kostelu také křížová cesta lemovaná dvanácti kapličkami; poslední dochovaná raně barokní kaplička z 2. poloviny 17. století stojí v Horní Šárce před Hendlovým dvorem u křižovatky ulic U Matěje a Starého.